# Lasker (Caroline du Nord)
Lasker est une ville américaine située dans le comté de Northampton dans l'État de Caroline du Nord. En 2010, sa population était de 122 habitants.

## Démographie
| 1900 | 1910 | 1920 | 1930 | 1940 | 1950 |
| ---- | ---- | ---- | ---- | ---- | ---- |
| 121  | 203  | 106  | 201  | 169  | 177  |

| 1960 | 1970 | 1980 | 1990 | 2000 | 2010 |
| ---- | ---- | ---- | ---- | ---- | ---- |
| 119  | 114  | 96   | 139  | 103  | 122  |

## Source de la traduction
- (en) Cet article est partiellement ou en totalité issu de l’article de Wikipédia en anglais intitulé « Lasker, North Carolina » (voir la liste des auteurs).